# Smerinthus saliceti
Smerinthus saliceti ist ein Schmetterling (Nachtfalter) aus der Familie der Schwärmer (Sphingidae). 

## Merkmale

### Falter
Die Falter haben eine Vorderflügellänge von 31 bis 42 Millimetern. Sie haben die für Falter der Gattung Smerinthus klassische Färbung und sehen Smerinthus cerisyi sehr ähnlich. Diese Art trägt einen runden oder diamantförmigen, dunklen Punkt inmitten des blauen Augenflecks auf den Hinterflügeln, wohingegen der Augenfleck bei Smerinthus saliceti durch schwarze Binden geteilt ist, die bis zum Rand des Augenflecks reichen. Auch ist die Grundfarbe von Smerinthus saliceti in der Regel heller als bei Smerinthus cerisyi. Anhand dieser beiden Unterschiede sind die beiden Arten allerdings nicht immer mit ausreichender Sicherheit abzugrenzen. Eine eindeutige Bestimmung ist durch eine Analyse der Hämolymphe oder genitalmorphologische Untersuchung möglich. Bei den Männchen von Smerinthus saliceti ist der Sacculus gut entwickelt, wohingegen er bei Smerinthus cerisyi verkümmert ist.
Zumindest die Falter aus dem Südosten Arizonas zeigen überraschenderweise kaum Variabilität in ihrer Färbung. Bisher wurde jedoch zu wenig Material von anderen Regionen untersucht, um eine fundiertere Aussage über den Grad der Variabilität treffen zu können.

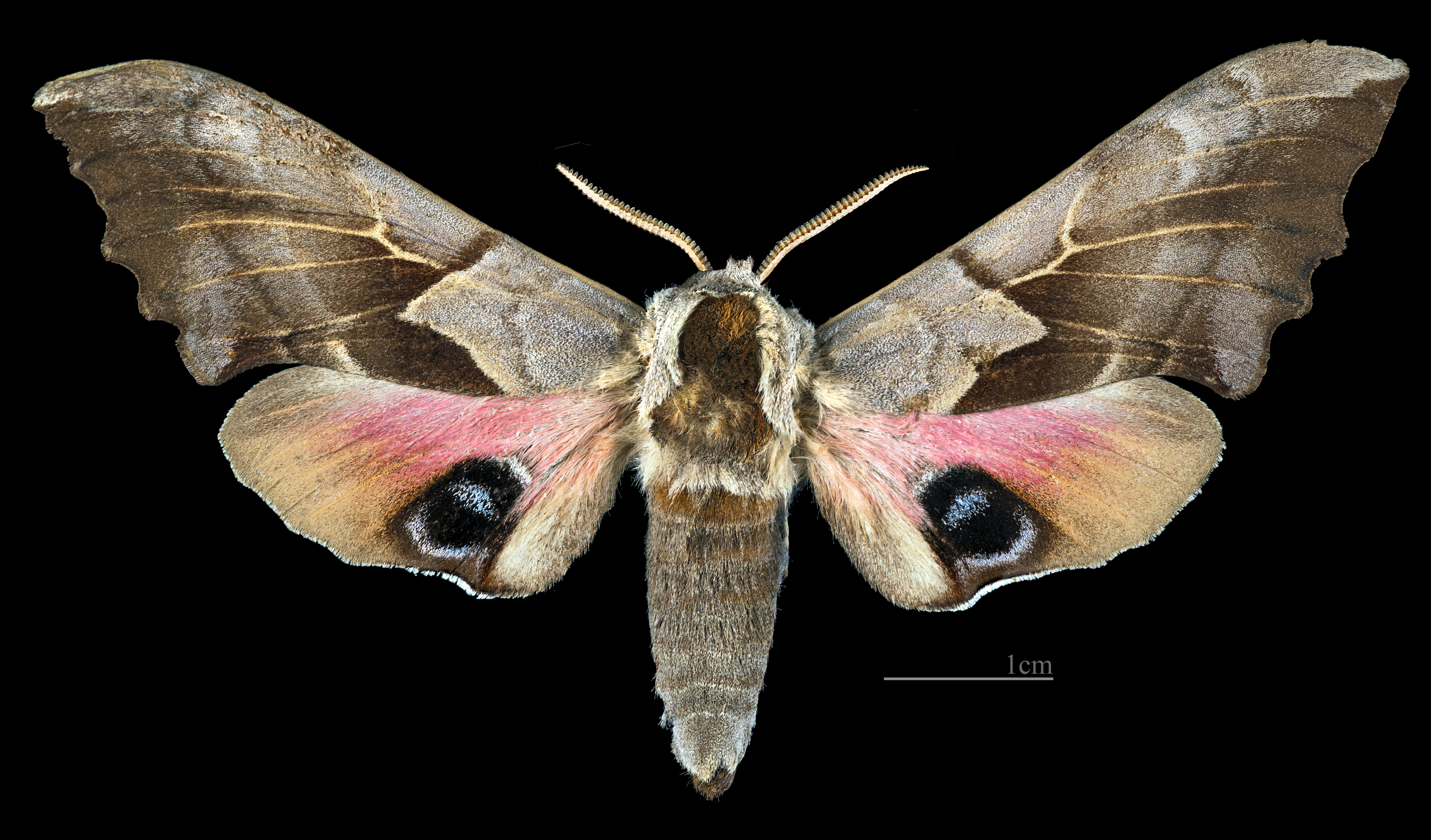
♂
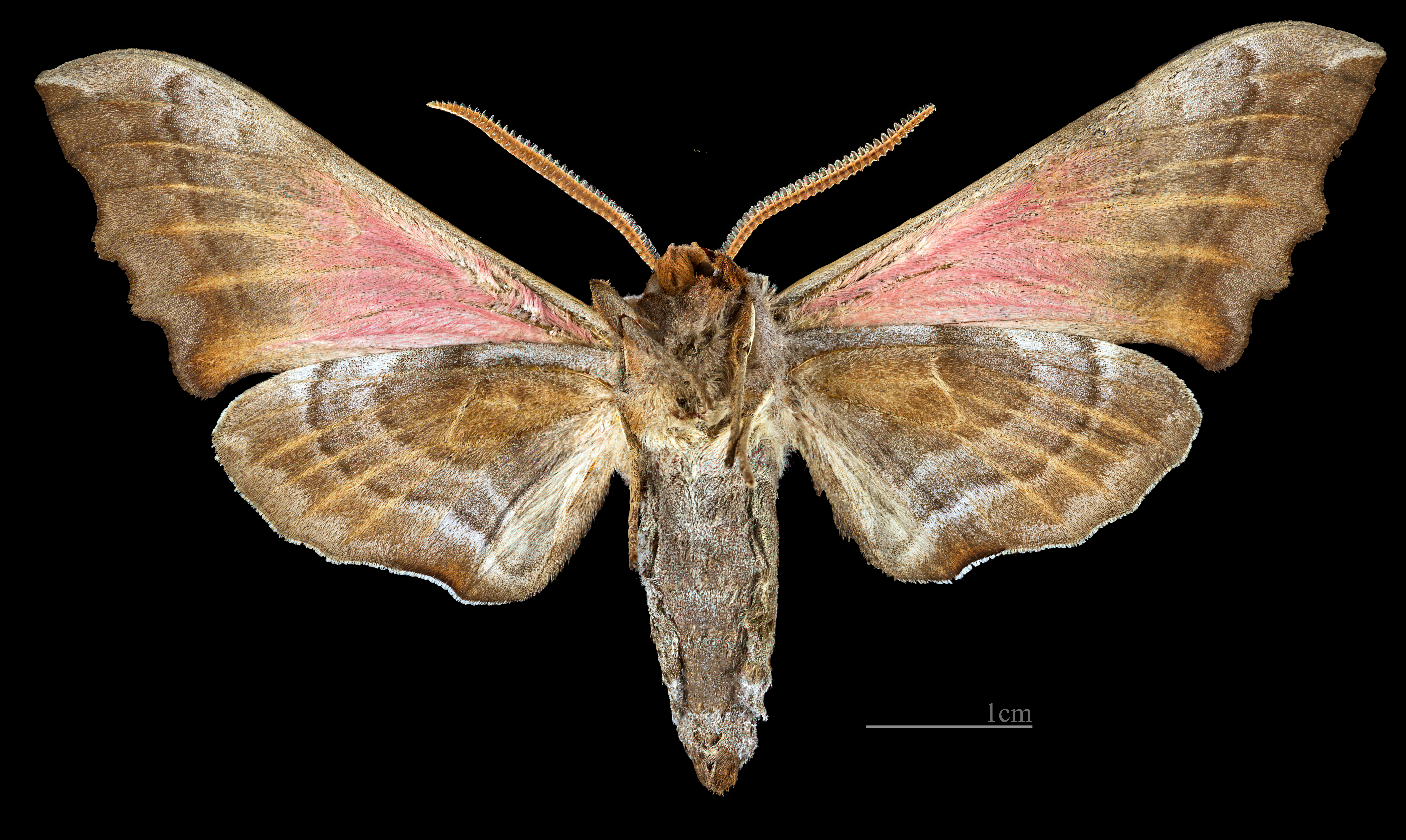
♂ △
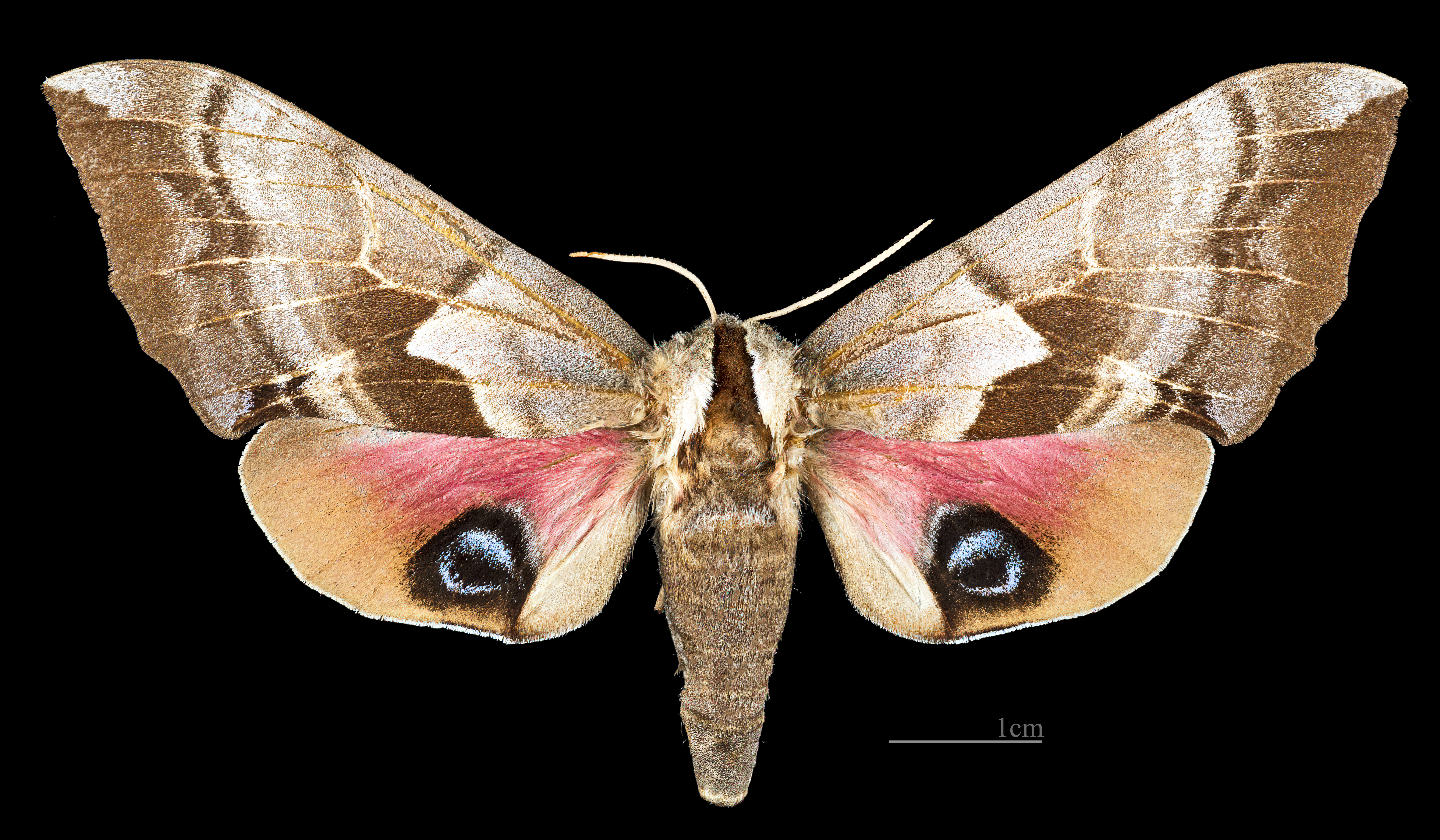
♀
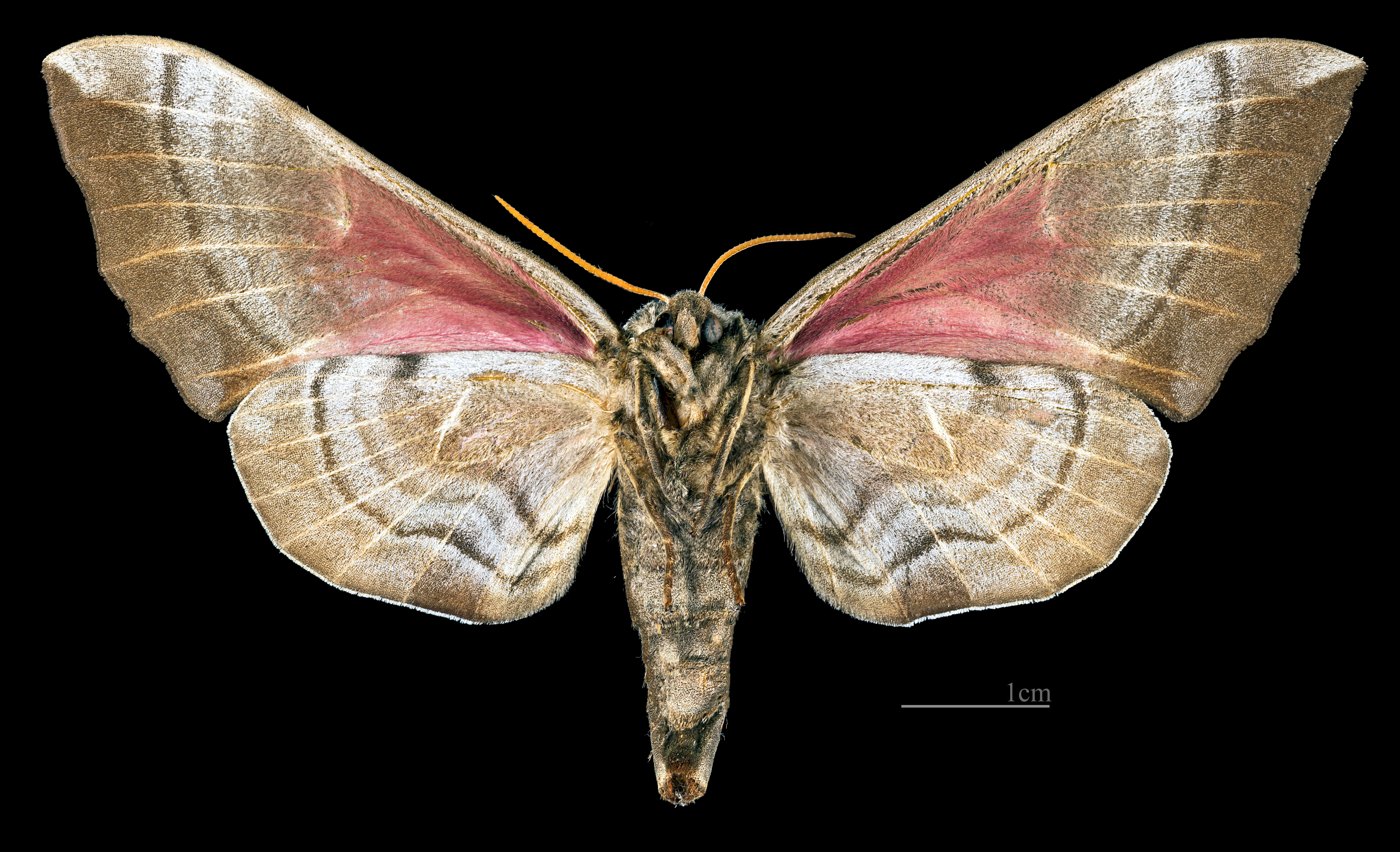
♀ △

### Raupe
Die Raupen ähneln im letzten Stadium denen von Smerinthus cerisyi sehr, unterscheiden sich aber regelmäßig anhand von zwei Merkmalen: Bei Smerinthus saliceti ist der erste der fünf Seitenstreifen im Vergleich zur ähnlichen Art sehr blass und schwach entwickelt und die Subdorsallinie erstreckt sich über die gesamte Körperlänge und verschmilzt deutlich mit dem letzten Seitenstreifen.

### Puppe
Die Puppe ist von der von Smerinthus cerisyi nicht zu unterscheiden.

## Vorkommen
Die Art wurde bisher vor allem in den Bergregionen des südöstlichen Arizona nachgewiesen. Sie kommt aber auch in Imperial- und Riverside County im Süden Kaliforniens und im Brewster- und Jeff Davis County im Westen von Texas vor. Ein Nachweis aus New Mexico gelang bisher nicht, ist jedoch dort im Hidalgo County an der Grenze zu Arizona zukünftig sehr wahrscheinlich.
Die Tiere besiedeln ausschließlich Flussläufe und Canyons in den Bergregionen im Süden der Vereinigten Staaten, mit Weidenbewuchs, der mit saisonalen Regenfällen gedeiht. Betrachtet man die Verbreitung von Smerinthus saliceti und Smerinthus cerisyi wären dabei sowohl eine sympatrische Art, als auch sich zwei voneinander getrennt entwickelnde Arten gestützt. Erstere Art ist aus mittleren Regionen, Letztere aus größeren Regionen nachgewiesen.

## Lebensweise
Über die Flugaktivität der Falter ist kaum etwas bekannt. Hodges vermutete, dass die Art in den Chiricahua Mountains (Cochise County im äußersten Süden Arizonas) in zwei Generationen pro Jahr fliegt, da sie dort von Mitte April bis Anfang Mai und von Anfang Juli bis Anfang September auftreten. In den restlichen Teilen Arizonas scheint nur eine Generation aufzutreten, die während der Sommerregenzeit fliegt. Woraus sich diese Diskrepanz ergibt, ist unklar.

### Nahrung der Raupen
Die Raupen sind zumindest an Salix gooddingii nachgewiesen.

## Entwicklung
Die Verpuppung erfolgt in einer Kammer im Erdboden knapp unter der Oberfläche.

## Taxonomie und Systematik
Smerinthus saliceti galt bis 1971, als Hodges sie wieder in den eigenständigen Artrang erhob, als Synonym zu Smerinthus cerisyi. Er begründete dies mit den Unterschieden des Sacculus und Gnathos bei den Genitalien der Männchen. Zu dieser Zeit galt die Lebensweise von Smerinthus saliceti als unbekannt. Zwar hat sich dies mittlerweile geändert, dennoch steht weiterhin im Raum, dass Smerinthus saliceti keine eigenständige Art ist. Aus Sicht von Tuttle bedarf dieser Umstand aber weiterreichende Untersuchungen, sodass der Artrang zumindest vorläufig weiter gerechtfertigt scheint.

## Belege